# 戈兰·哈季奇
戈兰·哈季奇（1958年9月7日—2016年7月12日），克罗地亚塞族前领导人，克罗地亚战争期间，曾担任塞尔维亚克拉伊纳共和国总统。
2004年前南斯拉夫问题国际刑事法庭对哈季奇发出通缉令，指控其在克罗地亚战争期间杀死数百名克族平民并且强制驱逐约2.8万名克族人及其他非塞族人，犯有战争罪和反人类罪。哈季奇是前南刑庭通缉的最后一名“战犯”。2011年7月20日，他在塞尔维亚的弗鲁什卡山地区被捕。
2016年7月12日，他因為腦癌逝世。